# Walter Jacob (Rabbiner)
Walter Jacob (geboren 13. März 1930 in Augsburg, gestorben 20. Oktober 2024 in Pittsburgh) war ein bedeutender Rabbiner des amerikanischen Reformjudentums. Er war 40 Jahre lang Rabbiner der Rodef Shalom Congregation in Pittsburgh/ Pennsylvania, ein Experte für die Deutung des jüdischen Religionsrechts, der Halacha, und eine zentrale Persönlichkeit für die Wiederbegründung des Liberalen Judentums in Deutschland seit Mitte der 1990er Jahre.

## Leben und Wirken
Walter Jacob wurde in eine deutsche Rabbinerfamilie geboren. Er repräsentierte die 16. Generation in Folge. Sein Vater Ernst I. Jacob war Rabbiner in Augsburg, sein Großvater Benno Jacob (1862–1945) in Göttingen und Dortmund. Benno Jacob gilt als einer der großen Bibelkommentatoren des liberalen Judentums in Deutschland.
1939 flüchtete Walter Jacob mit seiner Familie über England in die Vereinigten Staaten. 1950, nach seinem Grundstudium (BA) in Springfield, Missouri, am Drury College, studierte er in Cincinnati, Ohio am Hebrew Union College und erwarb den Master of Hebrew Letters und die Ordination zum Rabbiner. 1961 wurde er am Hebrew Union College promoviert, 1975 folgte eine Ehrenpromotion durch das Hebrew Union College, 1990 eine zweite durch das Drury College.
Von 1955 bis 1957 war Jacob Militärrabbiner der US Air Force und von 1957 bis 1997 Rabbiner der Rodef Shalom Congregation in Pittsburgh – zuerst als Assistenzrabbiner (bis 1967), danach als leitender Gemeinderabbiner. Seit 1997 wirkte er als Rabbiner Emeritus mit. 1997 wurde er in München als ehrenamtlicher Oberrabbiner der Liberalen Jüdischen Gemeinde München Beth Shalom eingeführt. 1999 gründete er gemeinsam mit Jan Mühlstein, dem Vorsitzenden der Union progressiver Juden in Deutschland, das Abraham-Geiger-Kolleg, ein sowohl wissenschaftlich als auch gemeindepraktisch ausgerichtetes Rabbinerseminar. Es ist das erste seiner Art nach der Schließung der Hochschule für die Wissenschaft des Judentums in Berlin durch die Nazis im Jahre 1942. Heute ist es als An-Institut der Universität Potsdam angeschlossen. Seitdem war er Präsident dieses Kollegs. Seine ersten drei Absolventen erhielten am 13. September 2006 ihre Semicha und wurden von Rabbiner Jacob ordiniert. Dazu gehörte Toma Kucera, den die Liberale Jüdische Gemeinde München Beth Shalom seitdem als Gemeinderabbiner angestellt hat.
Walter Jacob hatte im Laufe seiner Rabbinerlaufbahn zahlreiche Ämter inne. Von 1976 bis 1990 war er Vorsitzender des Responsen-Komitees der Central Conference of American Rabbis (CCAR), von 1992 bis 1994 Präsident der CCAR. Von 1990 bis 1994 war Jacob Vizepräsident der World Union for Progressive Judaism. Ab 1989 war er Präsident des internationalen Solomon B.Freehof Institute for Progressive Halakhah. Es erarbeitete Stellungnahmen und Grundsatztexte zum jüdischen Religionsrecht aus einer reformjüdischen Perspektive und veröffentlichte Responsen.
Rabbiner Jacob veröffentlichte zahlreiche Bücher und Texte. Zu den wichtigsten gehören die aus der Reihe Studies in Progressive Halakhah, die er bis 2007 gemeinsam mit dem israelischen Rabbiner Moshe Zemer (Tel Aviv) herausgegeben hat.

## Auszeichnungen
- 1999 verlieh Bundespräsident Johannes Rau Rabbiner Jacob das Große Verdienstkreuz des Verdienstordens der Bundesrepublik Deutschland.[6]
- 2005 ehrte Papst Johannes Paul II. ihn mit dem Päpstlichen Komtur des Gregoriusordens.[7]
- 2005 ernannte das Land Brandenburg Walter Jacob zum Professor.
- 2016 erhielt er den „Pursuer of Peace Award“ der Congregation Rodef Shalom in Pittsburgh PA.
- 2024 wurde er als Gründer des Abraham-Geiger-Kollegs an der Universität Potsdam zum Ehrenmitglied der Liberalen Rabbinervereinigung Deutschlands ernannt.

## Schriften

### Als Verfasser
- Christianity Through Jewish Eyes. The Quest for Common Ground. Hebrew Union College Press 1974, ISBN 0-87068-257-1.
- The Changing World of Reform Judaism: The Pittsburgh Platform in Retrospect. Rodef Shalom Congregation, Pittsburgh 1985, ISBN 0-915138-79-4.
- Questions and Reform Jewish Answers. New American Reform Responsa. Central Conference of American Rabbis, New York 1992, ISBN 0-88123-035-9.
- mit Irene Jacob: Gardens of North America and Hawaii. A Traveler’s Guide. Timber Press, Portland 1985, ISBN 0-88192-017-7.

### Als Herausgeber und Mitherausgeber
- mit Frederick C. Schwartz und Vigdor W. Kavaler: Essays in Honor of Solomon B. Freehof. Rodef Shalom Congregation, Pittsburgh 1964.
- American Reform Responsa. Jewish Questions, Rabbinic Answers. Central Conference of American Rabbis, New York 1983, ISBN 0-916694-83-6.
- Contemporary American Responsa. Central Conference of American Rabbis, New York 1987, ISBN 0-88123-003-0.
- mit Irene Jacob: The Healing Past. Pharmaeuticals in the Biblical and Rabbinic World, E.J. Brill, Leiden 1993, ISBN 90-04-09643-4.
- mit Almuth Jürgensen: Die Exegese hat das erste Wort – Beiträge zu Leben und Werk Benno Jacobs. Calwer Verlag, Stuttgart 2002, ISBN 3-7668-3745-1.
- mit Walter Homolka und Tovia Ben Chorin: Die Lehren des Judentums nach den Quellen, 3 Bände, Nachdruck der Ausgabe des Verbandes der Deutschen Juden, Leipzig 1928–1930. Knesebeck 2000, ISBN 3-934658-02-4.
- Liberal Judaism and Halakhah. Rodef Shalom Press, Pittsburgh 1988, ISBN 0-929699-00-9.
- Dynamic Jewish Law. Progressive Halakhah – Essence and Application. Rodef Shalom Press Pittsburgh PA 1991, ISBN 0-929699-03-3.
- mit Moshe Zemer: Rabbinic-Lay Relations in Jewish Law. Rodef Shalom Press, Pittsburgh 1993, ISBN 0-929699-04-1.
- mit Moshe Zemer: Conversion to Judaism in Jewish Law. Rodef Shalom Press, Pittsburgh 1994, ISBN 0-929699-05-X.
- mit Moshe Zemer: Death and Euthanasia in Jewish Law. Rodef Shalom Press, Pittsburgh 1995, ISBN 0-929699-06-8.
- mit Moshe Zemer: The Fetus and Fertility in Jewish Law. Rodef Shalom Press, Pittsburgh 1995, ISBN 0-929699-07-6.
- mit Moshe Zemer: Israel and the Diaspora in Jewish Law. Rodef Shalom Press, Pittsburgh 1997, ISBN 0-929699-09-2.
- mit Moshe Zemer: Aging and the Aged in Jewish Law. Rodef Shalom Press, Pittsburgh 1998, ISBN 0-929699-08-4.
- mit Moshe Zemer: Crime and Punishment in Jewish Law, Berghahn Books New York – Oxford 1999, ISBN 1-57181-197-4.
- mit Moshe Zemer: Marriage and its Obstacles in Jewish Law. Rodef Shalom Press, Pittsburgh 1999, ISBN 0-929699-10-6.
- mit Moshe Zemer: Gender Issues in Jewish Law. Essays and Responsa, Berghahn Books, New York 2001, ISBN 1-57181-239-3.
- mit Moshe Zemer: Re-Examining Progressive Halakhah, Berghahn Books, New York 2002, ISBN 1-57181-404-3.
- mit Moshe Zemer: The Environment in Jewish Law, Berghahn Books, New York 2003, ISBN 1-57181-431-0.
- Beyond the Letter of the Law – Essays on Diversity in the Halakhah. Rodef Shalom Press, Pittsburgh 2004, ISBN 0-929699-16-5.
- mit Moshe Zemer: Sexual Issues in Jewish Law. Rodef Shalom Press, Pittsburgh 2006, ISBN 0-929699-17-3.
- mit Moshe Zemer: Poverty and Tzedakah in Jewish Law. Rodef Shalom Press, Pittsburgh 2006, ISBN 0-929699-18-1.
- mit Moshe Zemer: Napoleon’s Influence on Jewish Law – The Sanhedrin of 1807 and Its Modern Consequences. Rodef Shalom Press, Pittsburgh 2007, ISBN 0-929699-19-X.
- Only in America – The Open Society and Jewish Law. Rodef Shalom Press, Pittsburgh 2009, ISBN 0-929699-21-1.
- War and Terrorism in Jewish Law – Essays and Responsa. Rodef Shalom Press, Pittsburgh 2010, ISBN 0-929699-22-X.
- Medical Frontiers and Jewish Law. Rodef Shalom Press, Pittsburgh 2012, ISBN 0-929699-24-6.
- The Internet Revolution and Jewish Law. Rodef Shalom Press, Pittsburgh 2014, ISBN 0-929699-25-4.

## Video
- Rabbiner Dr. Walter Jacob spricht zum Thema Der moderne Rabbiner im Dialog